# Nathanael Gottfried Leske
Nathanael Gottfried Leske est un naturaliste et un géologue saxon, né le 22 octobre 1751 à Bad Muskau en Saxe et mort le 25 novembre 1786 à Marbourg.

## Biographie
Il fait ses études à l'université de Fribourg et à la Frankesche Stiftungen de Halle. Il devient professeur d'histoire naturelle à l'université de Leipzig en 1775. De 1777 à 1786, il enseigne l'économie dans cette même université. En 1786, il obtient la chaire d'économie et de sciences économiques à l'université Philipps de Marbourg. Mais il a un accident lors de son voyage à Marbourg et meurt peu après.
Il est très lié avec le géologue Abraham Gottlob Werner (1749-1817) et entretient une correspondance suivie avec Goethe (1749-1832). Sa riche collection de minéraux est arrangée après sa mort par Dietrich Ludwig Gustav Karsten et vendue plus tard à Dublin.
Il fait paraître une version enrichie de l'œuvre de Jacob Theodor Klein (1685-1759) sur les oursins sous le titre de  Iacobi Theodori Klein naturalis dispositio echinodermatum, edita et descriptionibus novisque inventis et synonymis auctorum et aucta a N. G. Leske (G.E. Beer, Leipzig) en 1778.

## Œuvre
- Reise durch Sachsen in Rücksicht der Naturgeschichte und Ökonomie, Leipzig, J. G. Müller, 1785 (lire en ligne).